# Recovery (álbum de Eminem)
Recovery é o sétimo álbum de estúdio do rapper norte-americano Eminem. Recovery foi confirmado durante uma entrevista coletiva com Eminem em 5 de março de 2009 e o título original deveria ser Relapse 2. Deveria ser o segundo álbum de Eminem a ser lançado em 2009, depois de Relapse, mas acabou sendo empurrado para 2010. O álbum foi então renomeado Recovery e foi confirmado a nova data de lançamento sendo 21 de junho no Reino Unido, sendo que no restante da Europa foi lançado em 18 de junho e nos Estados Unidos em 22 de junho.
O álbum estreou nos Estados Unidos vendendo mais de 700 mil cópias na primeira semana de vendas e atingiu a primeira posição na Billboard 200. O CD se tornou o sexto álbum consecutivo de Eminem a alcançar o primeiro lugar nas paradas de vendas nos EUA, e ficou no topo por sete semanas. O álbum também foi um sucesso comercial pelo mundo, se tornando o disco mais vendido em vários países e produziu três singles de enorme sucesso, incluindo a canção "No Love" e os hits internacionais "Not Afraid" e "Love the Way You Lie", que ocuparam o topo das paradas da revista Billboard. Apesar das criticas quanto à consistência, Recovery foi bem recebido pelos críticos. Em junho de 2010, o álbum havia vendido cerca de 3,9 milhões de cópias apenas nos Estados Unidos.

## Bastidores
O álbum, votado como o mais antecipado de 2009 pela revista XXL, foi anunciado em 5 de maio de 2009 pela Interscope Records quando eles anunciaram o lançamento do álbum Relapse e falaram que o álbum seguinte, Relapse 2, seria lançado na segunda metade daquele ano. Em uma conferência de imprensa, Eminem explicou que ele e Dr. Dre gravaram uma enorme quantidade de músicas e assim, "adiar Relapse 2 deixará que todos peguem o que há de melhor." De acordo com a entrevista de Angela Yee com Eminem em 23 de novembro de 2009, Relapse 2 seria uma continuação de Relapse. Durante a entrevista Eminem também teria dito que "o álbum está muito próximo de ser terminado, depende apenas de quantas canções que eu quero colocar no CD." Em 25 de junho de 2009 Eminem chamou a Shade 45 e disse que terminou Relapse 2 e que o disco deveria ser lançado no final de 2009, com a revista Rolling Stone falando que o álbum seria liberado em novembro de 2009, mas em novembro de 2009, ele falou que relançaria Relapse, com canções extras, para acalmar os fãs e lançar Relapse 2 apenas em 2010.
Em outra entrevista para a Shade 45, Eminem disse que o álbum estava mais "emocionalmente orientado" que a primeira gravação de Relapse, que foi, como ele explicou, "[apenas] rap".
No lançamento do single de estreia, Eminem disse que este álbum teria mais canções que os anteriores.

## Divulgação
Eminem deu várias entrevistas para ajudar a promover seu álbum. Um comercial de Recovery estreou durante o Jogo 6 das Finais da NBA de 2010. Em 15 de junho, Eminem se juntou a alguns artistas como Usher e Will.i.am na entrevista coletiva da Activision durante o Electronic Entertainment Expo de 2010 com Rihanna onde eles cantaram "Love the Way You Lie". Além disso, Eminem também cantou "Lose Yourself", "Not Afraid" e estreou a canção "Won't Back Down". Eminem também apareceu no programa Daily 10 do canal E! para uma entrevista. Ele também fez uma curta aparição no The Soup. Eminem também se apresentou durante o  BET Awards de 2010.

### Artwork
O desenho da capa do álbum foi liberado pela primeira vez no Eminem.com. O álbum tem duas capas: Uma com Eminem andando numa rodovia no campo e a outra com ele sentado numa sala transparente no meio de Detroit com o Renaissance Center ao fundo. O álbum é dedicado a "todos que estão num lugar escuro no momento e estão tentando sair desta situação".

### Singles
O primeiro single do álbum, "Not Afraid", vendeu 380.000 downloads digitais na primeira semana de lançamento e se tornou a décima-sexta canção na história da Billboard Hot 100 a estrear logo na primeira posição. "Not Afraid" é apenas o segundo single de hip hop a debutar em N° 1 depois de "I'll Be Missing You" de Puff Daddy e Faith Evans da 112. Esta canção recebeu boas criticas devido a sua expressão emocional, as habilidades de Eminem em rimas e ele conseguindo trabalhar com vários produtores (suas músicas são normalmente produzidas pelo seu mentor, Dr. Dre, ou pelo próprio Eminem). A revista Rolling Stone elogiou o compromisso de Eminem com sua música e sua habilidade em escrever, "sobre uma batida obscura e dramática, Eminem dá um ritmo tipicamente acrobático. Mas a raiva tem suas qualidades."
O segundo single foi liberado em 21 de junho de 2010, intitulado "Love the Way You Lie" que conta com a participação da cantora Rihanna. A canção foi tão bem sucedida quando sua antecessora e estreou em segundo lugar na Billboard Hot 100; mais tarde ela ocuparia o primeiro lugar nesta que é a mais importante tabela musical dos Estados Unidos, e permaneceu como número #1 nos EUA por sete semanas. A canção deu a Eminem seu quarto hit a chegar em primeiro lugar na Hot 100 norte-americana. A canção também chegou ao top 10 de outras oito charts. A música foi muito bem recebida pelos criticos. Michael Menachem, da Billboard, deu um parecer positivo ao single, "o refrão de Rihanna é esperançoso e triste, complementando o turbilhão da obscuridade de Eminem. O produtor Alex da Kid disse que "Eminem leva jeito para essas instrumentações mainstream clássicas e ele sementa a história com habilidade, com os dois artistas se complementando perfeitamente." Nick Levine da Digital Spy deu a canção quatro de cinco estrelas. A BBC Radio 1 deu a canção quatro de cinco estrelas dizendo que "essa letra não é autobiográfica [...] É um dos voos de fantasia do Eminem, embora seja ambientada em uma situação bem real. Ele claramente entende o fator psicológico aqui, expressando sentimentos com muita clareza. O papel de Rihanna também é muito interessante."
"No Love", que conta com a participação do rapper Lil Wayne, deverá ser o próximo single deste álbum.
As canções "25 to Life", "Won't Back Down", "Cinderella Man", "Talkin 2 Myself", "Space Bound" e "Cold Wind Blows" também entraram no Hot 100 sem terem sido lançadas como singles.

## Faixas
| N.º | Título                               | Produtor(es)                       | Duração |  |
| 1.  | "Cold Wind Blows"                    | Just Blaze                         | 5:04    |  |
| 2.  | "Talkin' 2 Myself" (com Kobe)        | DJ Khalil                          | 5:00    |  |
| 3.  | "On Fire"                            | Denaun Porter                      | 3:34    |  |
| 4.  | "Won't Back Down" (com P!nk)         | DJ Khalil                          | 4:26    |  |
| 5.  | "W.T.P. (White Trash Party)"         | Supa Dups, JG (co.), Eminem (add.) | 3:58    |  |
| 6.  | "Going Through Changes"              | Emile                              | 4:59    |  |
| 7.  | "Not Afraid"                         | Boi-1da                            | 4:08    |  |
| 8.  | "Seduction"                          | Boi-1da                            | 4:35    |  |
| 9.  | "No Love" (com Lil’ Wayne)           | Just Blaze                         | 5:00    |  |
| 10. | "Space Bound"                        | Jim Jonsin                         | 4:39    |  |
| 11. | "Cinderella Man"                     | Script Shepherd                    | 4:39    |  |
| 12. | "25 to Life"                         | DJ Khalil                          | 4:02    |  |
| 13. | "So Bad"                             | Dr. Dre                            | 5:25    |  |
| 14. | "Almost Famous"                      | DJ Khalil                          | 4:53    |  |
| 15. | "Love the Way You Lie" (com Rihanna) | Alex da Kid                        | 4:23    |  |
| 16. | "You're Never Over"                  | Just Blaze                         | 5:06    |  |
| 17. | "Untitled" (faixa secreta)           | Havoc                              | 3:14    |  |

| Faixas bônus do iTunes |                                    |              |         |  |
| N.º                    | Título                             | Produtor(es) | Duração |  |
| 18.                    | "Ridaz"                            | Dr. Dre      | 5:00    |  |
| 19.                    | "Session One" (com Slaughterhouse) | Just Blaze   | 4:28    |  |

| Video bônus do iTunes |                                   |              |         |  |
| N.º                   | Título                            | Produtor(es) | Duração |  |
| 20.                   | "Not Afraid" (video-clip musical) | Rich Lee     | 4:12    |  |

* A versão deluxe ainda conta com um Booklet, contendo créditos e letras.
* Todas as faixas foram compostas por Eminem.

## Paradas musicais
Recovery vendeu mais de 741 mil cópias na primeira semana de venda nos EUA, de acordo com a Nielsen SoundScan, sendo a melhor estreia de um álbum desde outubro de 2008, quando o AC/DC lançou Black Ice que vendeu 784 mil cópias nos primeiros 7 dias. O álbum vendeu ainda mais de 140 mil cópias só na primeira semana de vendas no Reino Unido. No Japão, a Oricon relatou que o disco estreou na 6ª posição com 20 678 unidades vendidas. O CD também recebeu disco de ouro em sua primeira semana de vendas na Nova Zelândia, vendendo mais de 7 mil cópias.
| Paradas (2010)                | Melhor posição |
| ----------------------------- | -------------- |
| Austrália Top 50 Albums Chart | 1              |
| Áustria Albums Chart          | 1              |
| Finlândia Top 50 Albums       | 3              |
| França Albums Chart           | 2              |
| França Digital Albums Chart   | 1              |
| Alemanha (Media Control)      | 2              |
| Irlanda Top 100 Albums Chart  | 1              |
| Países Baixos Albums Chart    | 3              |
| Suécia Top 60 Albums Chart    | 10             |
| Suíça Albums Chart            | 1              |
| UK Albums Chart               | 1              |
| Nova Zelândia Albums Chart    | 1              |
| Billboard 200                 | 1(7x)          |

### Certificações
| País                  | Certificação |
| --------------------- | ------------ |
| Austrália - ARIA      | 3× Platina   |
| Alemanha - BVMI       | Platina      |
| Nova Zelândia - RIANZ | Platina      |
| Suíça - Swiss Charts  | Platina      |
| Reino Unido - BPI     | 2× Platina   |
| Estados Unidos - RIAA | 3× Platina   |

## Lançamento
| Região                    | Data                | Distribuidora        | Formato | Catálogo     | Ref    |
| ------------------------- | ------------------- | -------------------- | ------- | ------------ | ------ |
| Austrália                 | 18 de junho de 2010 | Aftermath/Interscope | CD      | 2739452      | [ 49 ] |
| União Europeia (excl. RU) | 18 de junho de 2010 | Polydor              | CD      |              |        |
| Reino Unido               | 21 de junho de 2010 | Polydor              | CD      | B003KUSUG8   | [ 50 ] |
| Estados Unidos            | 21 de junho de 2010 | Interscope           | CD      | B0014411     | [ 51 ] |
| Japão                     | 23 de junho de 2010 | Universal Music      | CD      | UICS1214     | [ 52 ] |
| Brasil                    | 6 de julho de 2010  | Universal Music      | CD      | 602527394527 | [ 53 ] |